# Nicklas Karlström
Nicklas Karlström, född Jan Niklas Karlström den 13 december 1966 i Borgholm, Kalmar län, är en svensk tidigare fotbollsspelare. Han spelade i allsvenskan för fem olika klubbar åren 1985–1994, och har representerat Sverige på U17-, U19- och U21-nivå. Efter den aktiva fotbollskarriären har han varit ledare på flera olika positioner i Gais.

## Biografi
Karlström kom inför säsongen 1984 från IFK Borgholm till Kalmar FF. Han debuterade i allsvenskan 1985, men fick endast spela nio allsvenska matcher för klubben säsongerna 1985–1986.
Kalmar åkte ur allsvenskan efter säsongen 1986, och Karlström gick 1987 till GIF Sundsvall, vars tränare Anders Grönhagen han hade lärt känna under ett juniorläger i Sannarp utanför Halmstad. I Sundsvall gjorde han 7 mål på 22 allsvenska matcher säsongen 1987 och blev uttagen i U21-landslaget.
Till säsongen 1989 värvades han till Djurgårdens IF. Efter två säsonger för Stockholmsklubben, där han 1990 blev intern skyttekung med åtta mål, skrev han oväntat på för Göteborgsklubben Gais. Även i Gais blev han 1991 intern skyttekung, med 9 mål på 30 matcher. Året därpå gjorde han 5 mål på 31 matcher när Gais åkte ur allsvenskan 1992. Efter nedflyttningen gick han till BK Häcken, och därmed sin femte allsvenska klubb.

### Efter karriären
Efter den aktiva fotbollskarriären har Karlström även haft andra uppdrag inom fotbollen. 2018 blev han medlem av Gais sportråd, och 2020 blev han sportchef i föreningen. Han har tidigare även varit akademitränare i Gais. I maj 2023 hamnade Karlström i blåsväder då han under en match mot Jönköpings Södra IF, efter flera omdiskuterade domslut från domare Martin Strömbergsson med team, gick in i domarrummet och placerade tre röda rosor där. För tilltaget polisanmäldes han för olaga hot.
Karlström har även arbetat som frisör.